# Coelotanypus scapularis
Coelotanypus scapularis är en tvåvingeart som först beskrevs av Friedrich Hermann Loew 1866.  Coelotanypus scapularis ingår i släktet Coelotanypus och familjen fjädermyggor. Inga underarter finns listade i Catalogue of Life.